# 11256 Фуґлсанґ
11256 Фуґлсанґ (11256 Fuglesang) — астероїд головного поясу, відкритий 2 вересня 1978 року.
Тіссеранів параметр щодо Юпітера — 3,506.